# Весь (Потанинское сельское поселение)
Весь — деревня в Потанинском сельском поселении Волховского района Ленинградской области.

## История
На карте Санкт-Петербургской губернии Ф. Ф. Шуберта 1834 года упоминается деревня Офкула, состоящая из 31 крестьянского двора.

ВЕСЬ — деревня принадлежит Казённому ведомству, число жителей по ревизии: 27 м. п., 17 ж. п.

ОХКУЛА — деревня принадлежит Казённому ведомству, число жителей по ревизии: 73 м. п., 90 ж. п. (1838 год)

Деревня Офкула из 31 двора отмечена на карте Ф. Ф. Шуберта 1844 года.

ВЕСЬ — деревня Ведомства государственного имущества, по просёлочной дороге, число дворов — 17, число душ — 24 м. п.

ОВКУЛА — деревня Ведомства государственного имущества, по просёлочной дороге, число дворов — 34, число душ — 100 м. п. (1856 год)

ВЕСЬ — деревня казённая при ручье безымянном, число дворов — 11, число жителей: 26 м. п., 27 ж. п.

ВЕСЬ ЗА РУЧЬЁМ — деревня казённая при Свирском канале, число дворов — 6, число жителей: 20 м. п., 13 ж. п.

ОВКУЛА — деревня казённая при колодце, число дворов — 39, число жителей: 108 м. п., 96 ж. п. (1862 год)

Согласно карте из «Исторического атласа Санкт-Петербургской Губернии» 1863 года деревня называлась Офкула.
Согласно материалам по статистике народного хозяйства Новоладожского уезда 1891 года имение при селении Веси площадью 92 десятины принадлежало дворянину П. М. Извекову, имение было приобретено в 1879 году за 500 рублей.
Согласно епархиальным сведениям 1899 года деревня относилась к приходу церкви Рождества Богородицы Вороновского погоста.
В конце XIX — начале XX века деревни административно относились к Шахновской волости 3-го стана Новоладожского уезда Санкт-Петербургской губернии.
По данным «Памятной книжки Санкт-Петербургской губернии» за 1905 год, деревни Овкула, Весь и Весь За Ручьём входили в состав Овкульского сельского общества.
С 1917 по 1923 год деревня Весь входила в состав Овкульского сельсовета Шахновской волости Новоладожского уезда.
Согласно карте Петербургской губернии издания 1922 года деревня называлась Офкула.
С 1923 года в составе Пашской волости Волховского уезда.
С 1924 года в составе Подбережского сельсовета.
С 1926 года в составе Шолтовского сельсовета.
С 1927 года в составе Пашского района.
С 1928 года вновь в составе Подбережского сельсовета. В 1928 году население деревни Весь составляло 105 человек.
По данным 1933 года деревни Овкулово, Весь и Весь За Ручьями входили в состав Подбережского сельсовета Пашского района Ленинградской области.

Деревня Овкуло на карте 1940 года

Согласно топографической карте РККА 1940 года деревня называлась Овкуло.
С 1955 года в составе Новоладожского района.
С 1960 года в составе Потанинского сельсовета.
С 1963 года в составе Волховского района.
По данным 1966 и 1973 годов в состав Потанинского сельсовета входили деревни Овкулово и Весь.
По данным 1990 года в состав Потанинского сельсовета входила только деревня Весь.
В 1997 году в деревне Весь Потанинской волости проживали 3 человека, в 2002 году — 18 человек (все русские).
В 2007 году в деревне Весь Потанинского СП — 10.

## География
Деревня расположена в северо-восточной части района к востоку от автодороги Р21 (E 105) «Кола» (Санкт-Петербург — Петрозаводск — Мурманск).
Расстояние до административного центра поселения — 2 км.
К востоку от деревни проходит железнодорожная линия Волховстрой I — Лодейное Поле. Расстояние до ближайшей железнодорожной станции Юги — 3 км.
Деревня находится на левом берегу реки Воронежка в месте впадения в неё реки Вяница.

## Демография
| 1862 | 2002 | 2007 | 2010 | 2017 |
| ---- | ---- | ---- | ---- | ---- |
| 204  | ↘18  | ↘10  | ↗24  | ↗29  |

### Национальный состав
Согласно данным Всероссийской переписи населения 2021 года в деревне проживали 38 человек, из них:
 русские — 34, таджики — 1 человек, остальные национальность не указали.

## Улицы
Цветочная.